# Suzanne K. Kearns
Suzanne K. Kearns 是加拿大作者、学者、 滑铁卢大学航空系教授。 现供职于环境学院，执教地理和航空专业。 研究领域为航空安全、培训方法论和 人体工学。 Kearns是若干航空著作的作者，及'Aviation Fundamentals' 教科丛书的系列编辑 ，也参与 国际民用航空组织 (ICAO)的国际新一代航空专业人员(NGAP)方案及全球航空培训倡议的有关工作而知名.

## 教育
Kearns在15岁时在加拿大安大略省Wiarton开始进行飞行训练。 17岁生日前，她在安大略省Wiarton完成了固定翼训练并在安大略省Buttonville完成了旋翼训练。 Kearns然后在 Canadore学院 完成了直升机飞行员课程(包括商用旋翼飞行员执照)，随后她在佛罗里达州 安柏瑞德航空大学 获得了航空科学的理学学士学位(包括商用多引擎固定翼执照及仪表飞行)，和人体工学与系统工程的硕士学位。 Kearns在卡佩拉大学 获得了教育学博士学位，研究课题为在线学习的教学设计。
Kearns在2004年（24岁）开始正式担任 西安大略大学 航空课程讲师。 她在2008年获得了博士学位后，晋升为了终身助理教授，并随后在2014年获得了学术终身职位。 在2016年，她接受邀请到 滑铁卢大学担任副教授终身职位。
Kearns教授下列课程：航空简介、人体工学、航空安全及航空业的可持续发展性。

## 职业生涯
Kearns着重研究航空安全和培训方法论。她是多种航空专业出版物、学术期刊和若干书籍的作者。Kearns经常参加航空专业活动并发表演讲。她的教学方法论(例如在线学习和能力本位训练)和她对培育下一代航空人才的贡献使她成为公认的航空培训领域的思想领导者。
在2017年，Kearns(与Michael Kearns合作)开发了一款网络学习课程，名称为'Fundamentals of the Air Transport System'(FATS)。 滑铁卢大学和 国际民用航空组织 联合共享FATS课程。 FATS课程旨在教育年轻人有关在国际范围内的航空业知识。 此课程是互动式的，由Suzanne Kearns做讲解，并涵盖了各种航空相关课题(航空法、航空器、产业运作、空中导航、机场管理、安保防范、环境与环保、航空事故、飞行安全)。 国际民航组织培训网站提供该课程并且每年有数千位世界各地的的专业人员完成。
(翻译自英文维基）

## 奖项与志愿者
Kearns是国际新一代航空人才方案(NGAP)专案小组的一员。她志愿为航空业努力吸引、征聘、教育、和保留下一代人才。 她在2015-2016年当选为University Aviation Association会长，代表了大约150所学院/大学的航空科系。
在2013年，Kearns是Frank E Sorensen award for 'Outstanding Achievement of Excellence in Aviation Research/Scholarship'的获得者。在2017年，Kearns被 Wings 杂志评定为Top 20 under 40 in Canadian Aviation之一。在同一年，她还当选为Fellow of the Royal Aeronautical Society (FRAeS)。 在2018年，University Aviation Association 授予Kearns William A.Wheatley奖以表彰她对航空教育的杰出贡献。
在2019年，Kearns荣获了Elise MacGill Northern Lights 奖项 (教育分类)。她作为对飞行及航空业做出杰出贡献的女性受到表彰。
（翻译自英文维基）